# Murawji
Murawji (ukr. Мурав'ї) – wieś na Ukrainie, w obwodzie czernihowskim, w rejonie nowogrodzkim, w hromadzie Nowogród Siewierski. W 2001 liczyła 181 mieszkańców.